# Abraxas purissima
Abraxas purissima là một loài bướm đêm trong họ Geometridae.